# Chef-du-Pont
Chef-du-Pont est une ancienne commune française du département de la Manche et de la région Normandie, peuplée de 635, commune déléguée au sein de Sainte-Mère-Église depuis le 1er janvier 2016.

## Géographie

### Localisation
Les communes limitrophes sont Sainte-Mère-Église, Beuzeville-la-Bastille, Carquebut et Picauville (d).

## Toponymie
Le nom de la localité est attesté sous les formes Capite Pontis vers 1190 et Quief du Pont (non daté).
Le toponyme est issu de l'ancien français chef, « tête », « bout », et pont.
Il est dû à la position du village à l'entrée du pont sur le Merderet ou sur l'Ouve, qui commandait l'accès de la péninsule du Cotentin.

## Histoire

### Antiquité
La localité est sur la voie romaine de Portbail à Lisieux.

### Moyen Âge
Au XVIIe siècle, René de Hennot, fils aîné de Guillaume de Hennot, capitaine de cavalerie, est seigneur de Chef-du-Pont, de Théville et de Montmartin-en-Graignes.

### Époque contemporaine
Lors des opérations du débarquement allié, le 6 juin 1944, le village et le pont sur le Merderet deviennent rapidement un objectif pour la 82e division aéroportée américaine. Le village est libéré le jour même et le pont est tenu par les 507e et 508e (en) régiments d'infanterie sous les ordres du lieutenant-colonel Ostberg, au soir du Jour J.

## Politique et administration
| Période                                  | Période   | Identité     | Étiquette | Qualité |
| ---------------------------------------- | --------- | ------------ | --------- | ------- |
| mars 1971                                | mars 2001 | Henri Martin |           |         |
| mars 2001                                | En cours  | Marcel Jean  | SE        |         |
| Les données manquantes sont à compléter. |           |              |           |         |

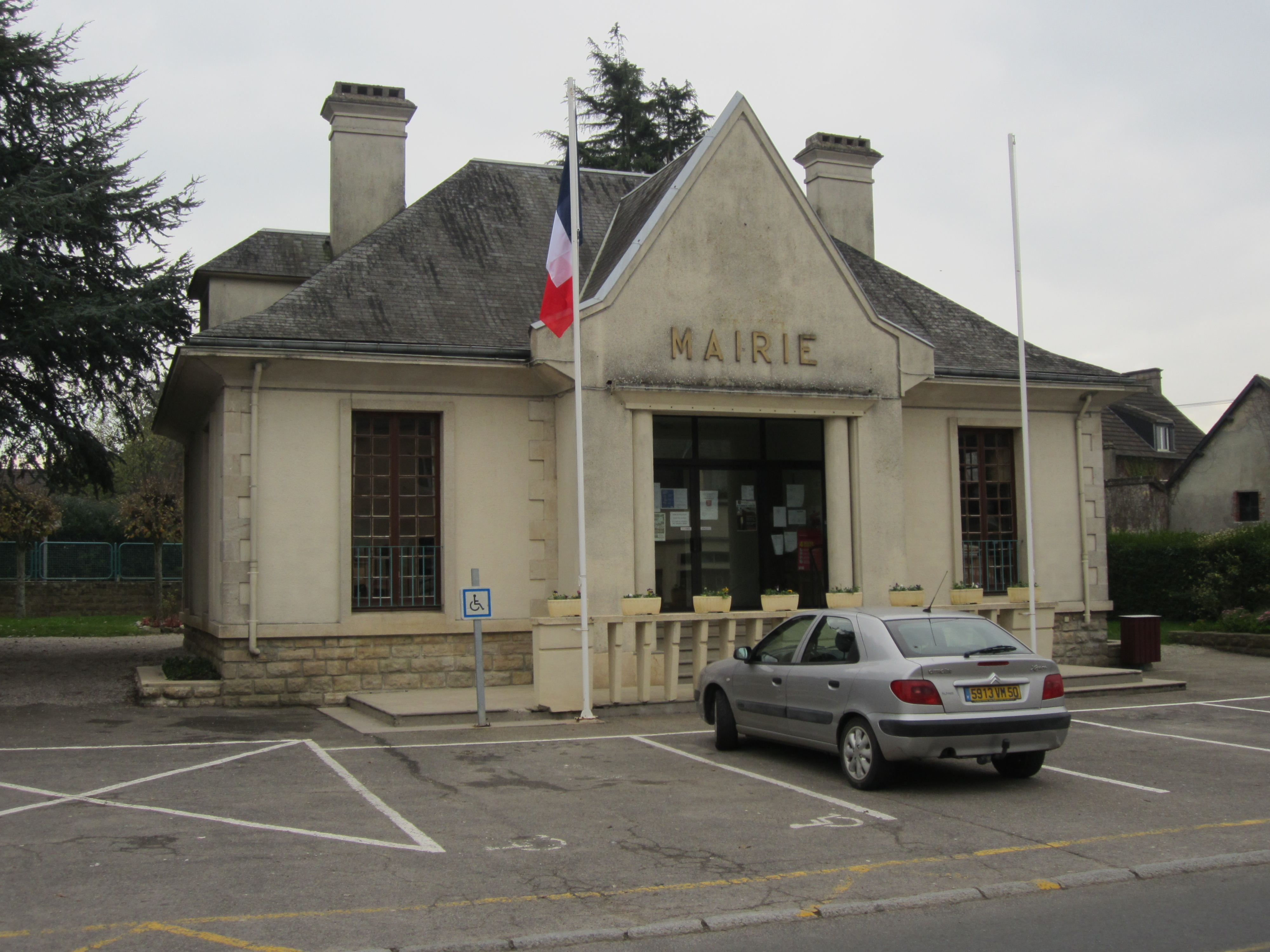
La mairie.

Le conseil municipal est composé de quinze membres dont le maire et trois adjoints.

## Population et société
Les habitants sont appelés les Capipontain.

### Démographie
En 2021, la commune comptait 635 habitants. Depuis 2004, les enquêtes de recensement dans les communes de moins de 10 000 habitants ont lieu tous les cinq ans (en 2007, 2012, 2017, etc. pour Chef-du-Pont) et les chiffres de population municipale légale des autres années sont des estimations.
Chef-du-Pont a compté jusqu'à 834 habitants en 1990.
| 1793 | 1800 | 1806 | 1821 | 1831 | 1836 | 1841 | 1846 | 1851 |
| ---- | ---- | ---- | ---- | ---- | ---- | ---- | ---- | ---- |
| 320  | 311  | 305  | 340  | 363  | 380  | 370  | 372  | 349  |

| 1856 | 1861 | 1866 | 1872 | 1876 | 1881 | 1886 | 1891 | 1896 |
| ---- | ---- | ---- | ---- | ---- | ---- | ---- | ---- | ---- |
| 352  | 385  | 393  | 368  | 350  | 344  | 347  | 376  | 383  |

| 1901 | 1906 | 1911 | 1921 | 1926 | 1931 | 1936 | 1946 | 1954 |
| ---- | ---- | ---- | ---- | ---- | ---- | ---- | ---- | ---- |
| 355  | 345  | 355  | 425  | 430  | 469  | 427  | 483  | 485  |

| 1962 | 1968 | 1975 | 1982 | 1990 | 1999 | 2006 | 2011 | 2016 |
| ---- | ---- | ---- | ---- | ---- | ---- | ---- | ---- | ---- |
| 785  | 826  | 807  | 817  | 834  | 745  | 754  | 723  | 673  |

| 2019 | - | - | - | - | - | - | - | - |
| ---- | - | - | - | - | - | - | - | - |
| 671  | - | - | - | - | - | - | - | - |

### Cultes
Jusqu'à la Révolution, la paroisse a relevé du diocèse de Bayeux et du doyenné de Trévières, et forma avec celles de Neuville, Sainte-Mère-Église, Lieusaint et Vierville, l'exemption de Cotentin ou l'exemption de Sainte-Mère-Église.
Aujourd'hui, la paroisse est rattachée au diocèse de Coutances et Avranches, à l'archidiaconé Centre, doyenné des Marais et des Havres, paroisse Notre-Dame-de-la-Paix.

## Économie
La commune se situe dans la zone géographique des appellations d'origine protégée (AOP) Beurre d'Isigny et Crème d'Isigny.
- Usine Mont-Blanc (crème dessert).
- Laiterie coopérative Isigny-Sainte Mère (mimolettes).
- Charcuteries de la Trappe.

Le marché hebdomadaire se tient le mercredi.

## Culture locale et patrimoine

### Lieux et monuments
- Église Sainte-Colombe des XIIe, XVIIe – XVIIIe siècles, d'origine romane, avec des arcatures dans le chœur. Elle est inscrite au titre des monuments historiques depuis le 25 février 1958[13]. Elle abrite un maître-autel du XVIIIe, autels latéraux : retables de saint Sébastien et de la Vierge du XVIIIe, une chaire à prêcher du XVIIe, deux statues (Vierge à l'Enfant allaitant et sainte Colombe), un lutrin en buste et une poutre de gloire (XVIIIe), classés au titre objet[14].
- Ferme du Haut de la Rue des XVIe – XVIIe siècles.
- Ferme du Hameau des Gardes (atelier et exposition de sculptures).
- Château du Val des XVIIIe – XIXe siècles, et son pigeonnier inscrit à l'Inventaire général du patrimoine culturel[15]. François-Marie de Bricqueville (1761-1796), chef chouan fut hébergé au château par J-T Le Reverend, veuve Osber. Arrêté, il sera fusillé à Coutances[16].
- Ancien presbytère du XVIIIe siècle.
- Lavoir vers Carquebut.

### Héraldique
| Blason de Chef-du-Pont | Blason  | De gueules à la fleur de lis d'or surmontée de deux léopards du même, armés et lampassés d'azur et soutenue d'un pont droit de trois arches d'or maçonné de sable sur une rivière d'azur. |
| Blason de Chef-du-Pont | Détails | Les léopards d'or sur champ de gueules rappellent les armes de la Normandie Le statut officiel du blason reste à déterminer.                                                              |